# Батлерс-Бридж

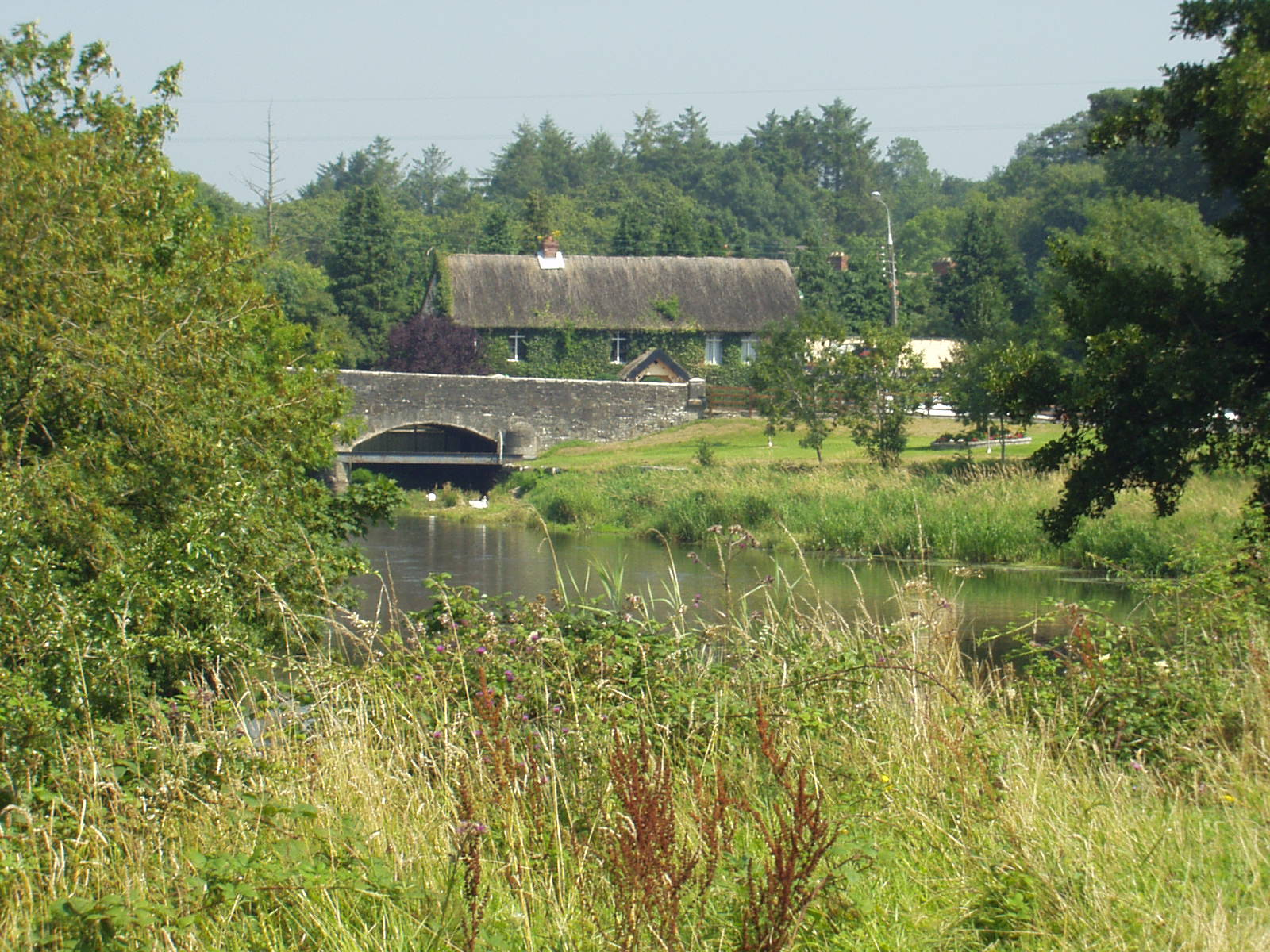

Батлерс-Бридж (англ. Butlersbridge; ирл. Droichead an Bhuitléaraigh) — деревня в Ирландии, находится в графстве Каван (провинция Ольстер) неподалёку от столицы графства, на трассе N3, у реки Аннали.

## Демография
Население — 182 человека (по переписи 2006 года). В 2002 году население составляло 182 человек.
Данные переписи 2006 года:
| Общие демографические показатели |               |                               |                               |      |      |
| Всё население                    | Всё население | Изменения населения 2002—2006 | Изменения населения 2002—2006 | 2006 | 2006 |
| 2002                             | 2006          | чел.                          | %                             | муж. | жен. |
| 182                              | 182           | -                             | -                             | 89   | 93   |